# Mariposa tecknicolor
«Mariposa tecknicolor» es una de las canciones más difundidas en las radios y de la carrera de Fito Páez , y una de las más celebradas en la década de 1990. Es compuesta e interpretada por el cantautor rosarino. Editada por primera vez como segunda canción de su octavo disco Circo Beat.

## Versiones
Hay varias versiones de la reconocida canción «Mariposa tecknicolor» realizadas por el mismo Fito Páez. La primera versión de la pieza rock se encuentra en el disco Circo Beat (1994), que es el segundo trabajo más vendido en la carrera de Páez.
La segunda versión se encuentra en Euforia (1996), disco evaluado por muchos críticos especializados como su mejor trabajo realizado «En vivo» hasta la fecha.
La tercera se halla en Mi vida con ellas (2004, álbum en vivo), y la cuarta en Moda y pueblo (2005) en una versión orquestal dirigida por Gerardo Gandini y grabada en estudio.
La última versión hasta la actualidad se da en No sé si es Baires o Madrid (2008, álbum en vivo). Fue recopilada la primera versión en Antología (2002, trabajo recopilatorio de la empresa WEA), en Super 6 (2003); y también fue utilizada en el disco tributo denominado Homenaje a Fito Páez (2006).
Así mismo existen cánticos dentro de las gradas futbolísticas, especialmente en Argentina, en donde se corea  la canción para apoyar a su equipo. Fito Páez se refirió a esto como algo trascendental que le provocaba mucho orgullo.